# S. H. Foulkes
S. H. Foulkes (Karlsruhe, (Imperio Alemán) 3 de septiembre de 1898 - Londres 8 de julio de 1976) fue un psiquiatra y psicoanalista germano-británico.

## Primeros años
Durante la Primera Guerra Mundial sirvió en la sección de telecomunicaciones del ejército alemán.
Estudió medicina en las universidades de Heidelberg, Múnich y Fráncfort del Meno, donde se graduó en 1923. En Viena realizó estudios complementarios de psiquiatría como alumno de Otto Pötzl y neurología con Kurt Goldstein, de quien fue asistente durante dos años. Ambos trabajaron para la rehabilitación de soldados con daño cerebral de la Primera Guerra Mundial. Asistió a seminarios dirigidos por Wilhelm Reich. También formó parte de la Sociedad Psicoanalítica de Viena
En 1930 fue nombrado director del Instituto Psicoanalítico de Frankfurt, ubicado en el mismo edificio que acogía al famoso Instituto de Investigaciones Sociales donde se relacionó, entre otros, con Max Horkheimer, Theodor Adorno, Erich Fromm, Herbert Marcuse y el sociólogo Norbert Elias. De este último aprendió conceptos básicos como la socialización primaria del individuo, su necesidad de pertenecer a un grupo y su apego a una matriz transpersonal y cultural.

## Exilio británico
Por su ascendencia judía se vio obligado a emigrar, llegando al Reino Unido en 1933, donde trabajó con Kurt Goldstein. En 1938 se le concedió la ciudadanía británica y cambió su nombre a S. H. Foulkes. Ejerció como psicoanalista en Exeter entre 1938 y 1939. Al ver a sus pacientes en la sala de espera comenzó a preguntarse: “¿qué se dirían unos a otros si estuvieran juntos?” y empezó a poner en práctica los análisis de grupo en 1940. Tomó todas las comunicaciones grupales como el equivalente de la “libre asociación” del paciente individual.
Desarrolló una teoría del comportamiento grupal que le llevó a implementar el análisis de grupo, una variante de la terapia de grupo.
En 1940 se incorporó al ejército y, en 1942, fue enviado al Centro Militar de Neurosis en Northfield con el rango de mayor.
Después de la guerra reanudó su trabajo en la clínica de Exeter y después fue destinado al Hospital de San Bartolomé, donde trabajó hasta 1963
Foulkes fundó la Sociedad analítica de grupo, de la que fue presidente hasta 1970, y el Institute of Group Analysis (IGA) en Londres, en 1952.

## Legado
Foulkes combinó psicoanálisis con sociología sobre grupos humanos. Formó a cientos de psiquiatras como terapeutas de grupo.
Falleció en 1976 de manera repentina, durante un seminario, a consecuencia de una trombosis coronaria.

## Obras destacadas
- Foulkes, SH (1948). Introduction to Group-Analytic Psychotherapy. Editado en español con el título Introducción a la psicoterapia grupoanalítica, Barcelona, Cegaop Press, 2005.
- Foulkes, SH; E. J. Anthony (1957). Group Psychotherapy. The Psychoanalytical Approach. Editado en español con el título Psicoterapia de grupo. El enfoque psicoanalítico, Barcelona, Cegaop Press, 2007.
- Foulkes, SH (1964). Therapeutic Group Analysis, Londres, Karnac Books. Editado en español con el título Grupoanálisis terapéutico, Barcelona, Cegaop Press, 2007.
- Foulkes, SH (1975). Group-Analytic Psychotherapy. Method and Principles. Editado en español con el título Psicoterapia grupoanalítica. Método y principios, Barcelona, Cegaop Press, 2015.
- Foulkes, Elizabeth; Pines, Malcolm. Selected papers of S.H. Foulkes: psychoanalysis and group analysis, London: Karnac Books, 1990. ISBN 0-946439-56-7